# Latchin (Kelbajar)
Latchin est un village de la région de Kelbajar en Azerbaïdjan.

## Histoire
En 1993-2020, Latchin était sous le contrôle des forces armées arméniennes. Le 25 novembre 2020, sur la base d'un accord trilatéral entre l'Azerbaïdjan, l'Arménie et la Russie en date du 10 novembre 2020, la région de Kelbajar, y compris le village de Latchin, a été restituée sous le contrôle de l'Azerbaïdjan. 

## Sources
Bechbech boulag, Chirran boulag, Sizga boulag, Novlu boulag, Khorkhor boulag, Rahim boulaghi, Guizlar boulaghi, Dach boulag, Kortcha boulaghi, Sari boulag, Damlarin boulaghi, Geuy boulag, Findigli boulag, Sandiq boulag, etc.